# Войсил
Войсил (болг. Войсил) — село в Болгарии. Находится в Пловдивской области, входит в общину Марица. Население составляет 1 001 человек.

## Политическая ситуация
В местном кметстве Войсил, в состав которого входит Войсил, должность кмета (старосты) исполняет Яко Рангелов Видолов (коалиция в составе 2 партий: Демократы за сильную Болгарию (ДСБ), Союз демократических сил (СДС)) по результатам выборов.
Кмет (мэр) общины Марица — Запрян Иванов Дачев (Болгарская социалистическая партия (БСП)) по результатам выборов.